# 189P/NEAT
La comète NEAT 10, officiellement 189P/NEAT, est une comète périodique du système solaire, découverte le 3 août 2002 par le programme NEAT.